# Du lịch Quảng Ngãi
Du lịch Quảng Ngãi gồm có các khu du lịch Mỹ Khê, Sa Huỳnh, khu du lịch văn hoá Thiên Ấn, khu du lịch sinh thái núi Cà Đam, khu du lịch Thác Trắng, khu du lịch Suối Chí, khu Du lịch văn hoá Thiên Bút, khu du lịch Thạch Nham, khu du lịch đảo Lý Sơn, khu du lịch sinh thái Vạn Tường, khu nghỉ dưỡng Vạn Tường.

## Tiềm năng

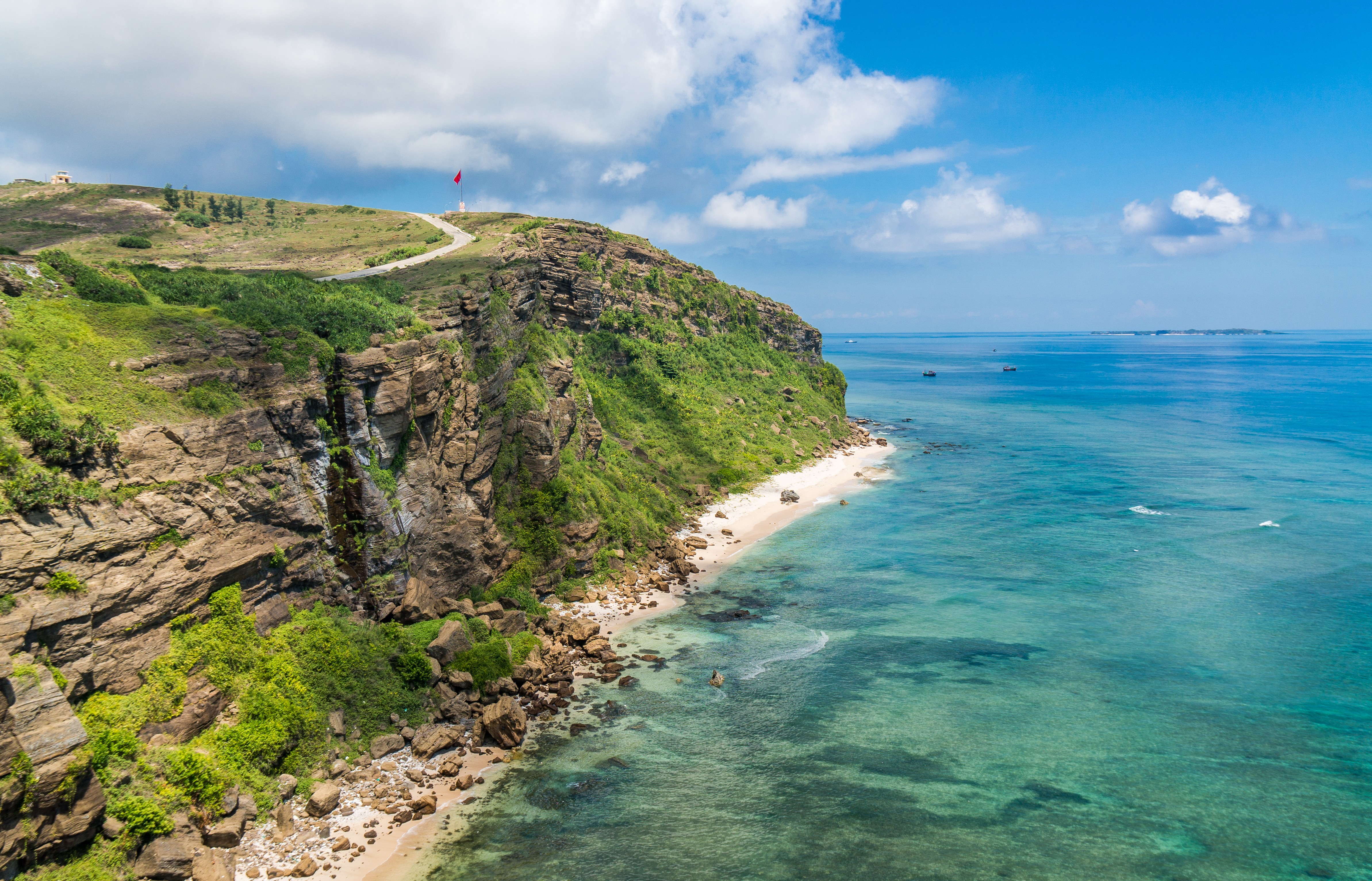
Phong cảnh Lý Sơn

Tỉnh Quảng Ngãi có 150 km đường bờ biển kéo dài từ An Tân đến Sa Huỳnh nên có nhiều bãi tắm đẹp như Mỹ Khê, Sa Huỳnh Khe Hai, Lệ Thủy, Minh Tân...
Quảng Ngãi có các di chỉ văn hóa Sa Huỳnh (cách đây 2000 đến 3000 năm), Chùa Ông với kiến trúc là sự kết hợp giữa văn hóa Trung Hoa và văn hóa Việt, Văn hóa ChămPa với Thành cổ Châu Sa, ngoài khơi có đảo Lý Sơn với các di chỉ văn hóa Sa Huỳnh như Xóm Ốc, suối Chình, văn hóa Chămpa. Với 23 di tích lịch sử văn hóa và 2 di tích danh nhân quốc gia hiện có Quảng Ngãi còn có hơn 100 di tích cấp tỉnh và đang từng bước lập hồ sơ đề nghị Bộ Văn hóa thông tin công nhận nhằm bảo tồn và phát huy giá trị.
Có lẽ không có tỉnh nào, ngoài các di tích cách mạng, di tích danh nhân, di tích thắng cảnh, hội đủ các loại hình du lịch: du lịch tâm linh, du lịch di tích lịch sử cách mạng, du lịch nghỉ dưỡng biển và du lịch sinh thái, Quảng Ngãi còn có các di tích căm thù và qua 2 cuộc kháng chiến, Quảng Ngãi cũng là nơi có các cuộc đấu tranh đi vào lịch sử: Ba Tơ, Trà Bồng, Ba Gia, Vạn Tường, khu chứng tích Sơn Mỹ.
Quảng Ngãi nổi tiếng với các đặc sản: muối Sa Huỳnh, quế Trà Bồng, mạch nha, đường phổi, kẹo gương...

## Các di tích lịch sử
- Núi Thiên Ấn, Chùa Thiên Ấn và mộ cụ Huỳnh Thúc Kháng.
- Thành cổ Châu Sa.
- Núi Phú Thọ và Cổ lũy cô thôn.
- Chùa Ông.
- Chùa Hang.
- Quần thể di tích theo dòng nhật ký Đặng Thùy Trâm.
- Di tích và đền thờ Bùi Tá Hán.
- Các di chỉ của Văn hóa Sa Huỳnh.
- Khu chứng tích Sơn Mỹ.
- Di tích chiến thắng Vạn Tường.
- Di tích vụ thảm sát Diên Niên - Phước Bình.
- Di tích vụ thảm sát Khánh Giang - Trường Lệ.
- Di tích vụ thảm sát Bình Hòa.
- Khu lưu niệm Thủ tướng Phạm Văn Đồng.

## Các địa điểm du lịch
- Bãi biển Sa Huỳnh
- Bãi biển Mỹ Khê.
- Đảo Lý Sơn.
- Sông Trà Khúc.
- Vịnh Dung Quất.
- Thác Trắng - Minh Long.
- Ghềnh Đùn-Ghềnh Yến.

## Hệ thống bảo tàng tỉnh Quảng Ngãi
- Bảo tàng tổng hợp tỉnh Quảng Ngãi, trưng bày các di chỉ khảo cổ thuộc nền văn hóa Sa Huỳnh, văn hóa Chămpa, văn hóa các dân tộc tỉnh Quảng Ngãi. Địa chỉ: 99 Lê Trung Đình, Thành phố Quảng Ngãi
- Bảo tàng chứng tích Sơn Mỹ, trưng bày hình ảnh tội ác chiến tranh của quân đội Hoa Kỳ trong vụ thảm sát Mỹ Lai. Địa chỉ: quốc lộ 24B xã Tịnh Khê, Sơn Tịnh
- Bảo tàng đội du kích Ba Tơ, trưng bày hình ảnh liên quan đến đội du kích Ba Tơ 11/03/1945, văn hóa dân tộc H're; quốc lộ 24A, thị trấn Ba Tơ, Ba Tơ
- Bảo tàng chiến thắng Vạn Tường, có khuôn viên rộng nhất tỉnh; trưng bày hình ảnh liên quan đến chiến thắng Vạn Tường, trong nhà và khu ngoài trời là xác xe tăng của giặc; hệ thống địa đạo và hào; Địa chỉ: xã Bình Hải, Bình Sơn
- Bảo tàng cuộc khởi nghĩa Trà Bồng và miền tây Quảng Ngãi, trưng bày hình ảnh liên quan đến đến cuộc khởi nghĩa Trà Bồng ngày 28 tháng 8 năm 1959, và đồng khởi Bến Tre năm 1960, văn hóa dân tộc Kor; thị trấn Trà Xuân, Trà Bồng
- Phòng trưng bày Bệnh viện đa khoa Đặng Thùy Trâm, trưng bày hình ảnh các dụng cụ y tế phục vụ chữa trị và chăm sóc sức khỏe nhân dân và bộ đội quân khu V trong cuộc kháng chiến chống Mỹ, về Đặng Thùy Trâm. Địa chỉ: xã Phổ Cường, Đức Phổ
- Bảo tàng văn hóa Sa Huỳnh (quy mô quốc gia đang xây dựng). Địa chỉ: Gò Ma Vương, xã Phổ Thạnh, Đức Phổ

## Danh mục di tích lịch sử - văn hóa hạng quốc gia
1. Khu chứng tích Sơn Mỹ: Thôn Tư Cung, xã Tịnh Khê, huyện Sơn Tịnh. Quyết định số 54 - VHTT/QĐ ngày 29.4.1979.
2. Cuộc khởi nghĩa Ba Tơ: TT Ba Tơ, xã Ba Vinh, huyện Ba Tơ. Quyết định số 92 ngày 10.7.1980.
3. Chiến thắng Vạn Tường: xã Bình Hải, huyện Bình Sơn. Quyết định 147 ngày 24.12.1982.
4. Mộ và đền thờ Bùi Tá Hán: phường Quảng Phú, Tp Quảng Ngãi. Quyết định số 168 ngày 02.3.1990.
5. Thắng cảnh Núi Thiên Ấn và mộ cụ Huỳnh Thúc Kháng: xã Tịnh Ấn Đông, TT Sơn Tịnh, huyện Sơn Tịnh. Quyết định số 168 ngày 02.3.1990.
6. Chiến thắng Ba Gia: xã Tịnh Sơn, Tịnh Bình, Tịnh Đông, huyện Sơn Tịnh. Quyết định số 866 ngày 20.5.1991.
7. Khởi nghĩa Trà Bồng: xã Trà Hiệp, Trà Sơn, Trà Lâm, Trà Thọ, TT Trà Xuân, huyện Trà Bồng. Quyết định số 2307 ngày 30.12.1991.
8. Vụ thảm sát Bình Hoà: xã Bình Hoà, huyện Bình Sơn. Quyết định số 866 ngày 20.5.1991.
9. Địa đạo Đàm Toái: xã Bình Châu, huyện Bình Sơn. Quyết định số 2307 ngày 30.12.1991.
10. Chiến thắng Đình Cương: xã Hành Thiện, Hành Đức, Hành Phước, huyện Nghĩa Hành. Quyết định số 43 - VH/QĐ ngày 07.01.1993.
11. Vụ Thảm sát Khánh Giang-Trường Lệ: xã Hành Tín, huyện Nghĩa Hành. Quyết định số 43 - VH/QĐ ngày 07.01.1993.
12. Kiến trúc nghệ thuật Chùa Ông: xã Nghĩa Hoà, huyện Tư Nghĩa. Quyết định số 43-VH/QĐ ngày 07.01.1993.
13. Thắng cảnh Núi Phú Thọ và Cổ lũy cô thôn: xã Nghĩa Phú, huyện Tư Nghĩa. Quyết định số 43-VH/QĐ ngày 07.01.1993.
14. Di tích kiến trúc Thành Châu Sa: xã Tịnh Châu, huyện Sơn Tịnh. Quyết định số 152 - QĐ/BT ngày 25.01.1994.
15. Vụ Thảm sát Diên Niên - Phước Bình: xã Tịnh Sơn, huyện Sơn Tịnh. Quyết định số 295 ngày 12.02.1994.
16. Thắng cảnh Chùa Hang: xã An Hải, huyện đảo Lý Sơn. Quyết định số 921 ngày 20.7.1994.
17. Địa điểm Đài Tiếng nói Nam Bộ trong kháng chiến chống Pháp (Đình Thọ Lộc): xã Tịnh Hà, huyện Sơn Tịnh. Quyết định số 921, ngày 20.7.1994.
18. Trụ sở Ủy ban kháng chiến hành chính Nam Trung Bộ (1946-1949): TT Chợ Chùa, huyện Nghĩa Hành. Quyết định số 3211 ngày 12.12.1994.
19. Di tích kiến trúc nghệ thuật Đình làng An Hải: xã An Hải, huyện đảo Lý Sơn. Quyết định số 985-QĐ/VH ngày 7.5.1997.
20. Địa điểm Huyện Đường Đức Phổ: TT Đức Phổ, huyện Đức Phổ. Quyết định số 985 ngày 7.5.1997.
21. Mộ và nhà thờ Trần Cẩm: xã Đức Chánh, Đức Thạnh, Đức Tân, huyện Mộ Đức. Quyết định số 1543 ngày 7.5.1997.
22. Văn hóa Sa Huỳnh: xã Phổ Thạnh, huyện Đức Phổ. Quyết định số 3457 ngày 5.11.1997.
23. Chùa Diệu Giác: xã Bình Trung, huyện Bình Sơn. Quyết định số 06 ngày 13.4.2000.
24. Khu lưu niệm Bác Phạm Văn Đồng: xã Đức Tân, huyện Mộ Đức. Quyết định số 27/QĐ-BVHTT Bộ Văn hóa Thông tin ngày 21.2.2006.
25. Âm linh tự và mộ các chiến sĩ trên huyện đảo Lý Sơn, An Vĩnh, Lý Sơn 11.09.2007.
26. Di tích kiến trúc Trường lũy Quảng Ngãi, thuộc các huyện Trà Bồng, Sơn Tịnh, Sơn Hà, Tư Nghĩa, Minh Long, Nghĩa Hành, Ba Tơ, Đức Phổ, tỉnh Quảng Ngãi theo quyết định số: 800/QĐ-BVHTTDL ngày 9 tháng 3 năm 2011 của Bộ Văn hóa, Thể thao và Du lịch.
27. Di tích lịch sử Mộ và Đền thờ Huỳnh Công Thiệu, xã Phổ Hòa, Phổ Ninh, Phổ Minh, huyện Đức Phổ theo quyết định số 1210/QĐ-BVHTTDL ngày 29 tháng 3 năm 2012 của Bộ Văn hóa, Thể thao và Du lịch.
28. Di tích lịch sử Đình An Vĩnh, xã An Vĩnh, huyện Lý Sơn theo quyết định số 1451/QĐ-BVHTTDL ngày 18 tháng 4 năm 2013 của Bộ Văn hóa, Thể thao và Du lịch.
29. Di sản văn hóa phi vật thể quốc gia Lễ khao lề thế lính Hoàng Sa, xã An Vĩnh, huyện Lý Sơn theo quyết định số 1524/QĐ-BVHTTDL ngày 23 tháng 4 năm 2013 của Bộ Văn hóa, Thể thao và Du lịch.
30. Di tích lịch sử Điện Trường Bà, thị trấn Trà Xuân, huyện Trà Bồng theo quyết định số 1388/QĐ-BVHTTDL ngày 09 tháng 5 năm 2014 của Bộ Văn hóa, Thể thao và Du lịch.
31. Di sản văn hóa phi vật thể quốc gia Lễ hội Điện Trường Bà, thị trấn Trà Xuân, huyện Trà Bồng theo quyết định số 1852/QĐ-BVHTTDL ngày 08/5/2017 của Bộ Văn hóa, Thể thao và Du lịch.

## Quy mô ngành du lịch
Giai đoạn 2016 – 2019, tổng lượt khách đến tỉnh đạt trên 3,6 triệu lượt, trong đó, khách quốc tế đạt 315 nghìn lượt; tổng doanh thu du lịch đạt 3.400 tỷ đồng. Năm 2019, giải quyết việc làm cho 13.500 lao động, trong đó có 4.500 lao động trực tiếp.
Năm 2020, do ảnh hưởng của dịch Covid-19 nên tổng lượng khách du lịch đến tỉnh chỉ khoảng 453 nghìn lượt, trong đó khách quốc tế hơn 9.000 lượt. Tổng doanh thu du lịch đạt 504 tỷ đồng; giải quyết việc làm cho khoảng 8.700 lao động, trong đó có 2.800 lao động trực tiếp.